# Мифы (группа)
«Мифы» — рок-группа из Ленинграда (ныне Санкт-Петербург), одна из старейших российских рок-групп. Взаимодействовала в раннем периоде с известными группами того времени. Наиболее известный хит — «Чёрная суббота». Образована в 1966 году школьниками Сергеем Даниловым (1951—2007) и Геннадием Барихновским (р. 1952).

## Ранние годы

### Red Roosters
Историю группы «Мифы» можно начать отсчитывать с сентября 1966 года, когда двое восьмиклассников школы № 216 или 386[уточнить] Кировского района Ленинграда — Сергей Данилов и Геннадий Барихновский — на волне битломании и увлечения рок-н-роллом решили создать группу. Первое время это был дуэт, наивысшим достижением которого стало выступление на вечере школьной самодеятельности с музыкой из фильма «Люди над облаками». Однако вскоре к школьной группе в качестве вокалиста присоединился первокурсник Дмитрий Задворный.
В следующем году во время летних каникул к группе примкнули ученик соседней 501-й школы Пётp «Пит» Бездуднов, взявший на себя обязанности басиста, и одноклассник основателей группы Валерий Сорокин, ударник. Когда встал вопрос о названии коллектива, опытный Задворный предложил «The Red Roosters» (Красные петухи) как производную от названия известной блюзовой композиции Вилли Диксона «Little Red Rooster», имевшей хождение в исполнении The Rolling Stones.
Репетиции начались в составе:
- Геннадий Барихновский — бас-гитара
- Сергей Данилов — гитара
- Дмитрий Задворный — вокал
- Пётр Бездудный — бас-гитара
- Валерий Сорокин — ударные

В ноябре 1967 года, когда Бездудного уже сменил Вячеслав Легздин, на школьном вечере состоялось первое и последнее выступление «Red Roosters».
Чуть позже название группы было изменено на «Мифы». Первое выступление группы под новым названием состоялось 7 ноября 1967 года.

### Рождение «Мифов»
До выпуска участников группа играла в своей и в 501-й школе и несколько раз выступили перед аудиторией в совхозе «Сельцо». Барабанщика Валерия Сорокина сменил Сергей Петров, до этого игравший в группе 501-й школы, а вскоре группу покинул Задворнов и вокал снова остался за Барихновским.
«Мифы» заняли II место на районном конкурсе школьных ансамблей, однако уже в общегородском туре оказались лишь четвёртыми, но фрагмент их выступления всё же прозвучал в программе одной из радиостанций, посвящённой конкурсу. Музыканты «Горизонта», ставшие победителями, посоветовали «мифовцам» поступить в хор Григория Яковлевича Беззубова, во Дворце Пионеров. Данилов, Барихновский и Легздин последовали этому совету и вскоре значительно подтянули свои вокальные способности. В дальнейшем «Мифы» и «Горизонт» провели несколько совместных выступлений.
Осенью 1968 года «Мифы», сразу со второго тура, выступили на конкурсе «Вслушайся в музыку нашего города» в ДК им. Газа и легко стали его победителями. Этот успех открывал широкий доступ к репетиционной базе в Доме пионеров, постепенно группа обзавелась собственной аппаратурой. Следующим летом на перспективную команду вышел один из организаторов подпольных концертов — Леонид Дементьев — который «пристроил» «Мифы» сначала в Дом Дружбы на Фонтанке, а затем в пригородный пансионат «Дюны».
Тем же летом 1969 года к группе присоединился Юрий Ильченко, первое выступление в обновлённом стабильном составе состоялось в октябре, в клубе посёлка Парголово:
Сергей Данилов — гитара
Геннадий Барихновский — бас-гитара
Юрий Ильченко — вокал и бубен
Сергей Петров — ударные
«Мифы» играли на танцевальных вечерах в Парголово и Токсово англоязычные поп-рок-стандарты, популярные в то время, — своего репертуара у группы практически не было, за исключением песни Барихновского «Я падаю, падаю» (автором текста был ещё Задворнов) и нескольких инструментальных композиций, а также пары тривиальных зарисовок на английском языке. Вторая полновесная композиция собственного сочинения — «Сны» — появилась позже и была написана Барихновским на слова Владимира Покатова — его приятеля.
В начале 1970 года к группе присоединился гитарист-певец Юрий Бушев. Но в том же году Юрия Ильченко призывают в армию, и группа остаётся без основного вокалиста. В 1971 году участники группы вливаются в филармонический ВИА «Мечтатели» и группа на 2 года фактически прекращает своё существование. Однако, работа в ВИА не удовлетворяет потребностям музыкантам в самовыражении:

Аккомпанировали там такой компании «Скрипка, Бубен и Утюг», собачки там, цыганский танец… Пели всего две песни своих, а остальное — Антонов и прочая советская эстрада. Запад тоже пели, но хитро… Скажем, поём песню по-английски про публичный дом, а объявляем, что она про борьбу за мир.

Из интервью Александру Житинскому в Рок-дилетант.

Отслужив положенные два года, Ильченко возвращается, и в 1972-1973 гг. идея собственной рок-группы возрождается. Сначала она воплощается в попытке Данилова и Барихновского написать и поставить собственную рок-оперу «Время». В центре сюжета — современная вариация на тему конфликта «отцов» и «детей». Опера осталась незаконченной, но музыканты окончательно осознали необходимость и возможность собственного творчества. «Мифовцы» пишут уже свои композиции на рок-н-ролльной и ритм-энд-блюзовой основе, отойдя от простеньких песенок в стиле бит. Новое звучание стало визитной карточкой группы, лишь незначительно видоизменяясь и совершенствуясь в дальнейшем её творчестве.

## Признание
В конце 1973 года в армию уходит Сергей Петров и его место за барабанами занимает Виктор Гуков.
Первый успех пришёл в январе 1974 года, когда «Мифы» поделили 1-е место с группой «Земляне — Атлас» Евгения Мясникова в неофициальном конкурсе самодеятельных ленинградских ансамблей, Сергей Данилов был назван лучшим гитаристом.
Затем на таком же конкурсе в Москве «Мифы» выступали на равных с такими коллективами, как Машина времени и Цветы, к тому времени уже имевшими большую популярность. На этом конкурсе «Мифы» были недосягаемы: Барихновский был признан лучшим бас-гитаристом, а Ильченко — лучшим вокалистом.

## «Люди Левенштейна» в Эстонии
Однако группа по-прежнему не отличается стабильностью: в течение 1974 года в группе сменилось несколько барабанщиков: Виктор Гуков, Андрей «Кузнечик» Алексеев, Виктор Домбровский. Летом того же года «Мифы» опять распадаются — уходит Ильченко. Участники вновь играют порознь: Ильченко работает в филармонии, а Данилов и Барихновский в Пушкине на танцах в Белом Зале под вывеской «Люди Левенштейна» и руководством Всеволода Левенштейна — знаменитого джазового саксофониста, впоследствии ставшего ещё более знаменитым радиоведущим под именем Сева Новгородцев.
К счастью, «Мифы» к этому времени уже приобрели достаточную известность, и в марте 1975 года благодаря Николаю Мейнерту пришло приглашение поучаствовать в нескольких концертах в Таллине. Упускать такую возможность было нельзя, Данилов и Барихновский спешно собрали гастрольный состав и отправились в столицу Эстонии.
Список участников гастрольного состава:
Геннадий Барихновский — бас-гитара, вокал
Сергей Данилов — гитара, немного вокал
Александр Иванов — ударные («Летучий голландец»)
Олег «Алик» Азаров — клавишные (экс-«Россияне»)
Концерты имели большой успех, группа заняла первое место и на этом смотре. По следам Таллинского фестиваля группе даже удалось записать свой хит «Мэдисон-стрит» на Эстонском телевидении, этот простенький клип потом транслировали в Прибалтике.
Было решено продлить существование «Мифов» ещё на один сезон, что и удалось сделать, правда, ценой очередного обновления состава.
Новый состав группы выглядел так:
Геннадий Барихновский — бас-гитара, вокал
Сергей Данилов — гитара, немного вокалм
Юрий Ильченко — гитара, вокал
Михаил «Майкл» Кордюков — ударные
Всеволод Левенштейн — саксофон
Юрий Степанов — рояль, вокал
Участие Всеволода Левенштейна было не только творческим — он также вёл дела группы, занимался организацией концертов и исполнял прочие продюсерские обязанности, в чём был весьма опытен — до своего прихода в «Мифы» Сева два года руководил ВИА «Добры молодцы». Он также обеспечивал «прикрытие» группе, и «Мифы» некоторое время существовали под «незасвеченным» неофициальным названием «Люди Левенштейна». Впрочем, вне Белого зала города Пушкина оно было озвучено всего один раз: на джазовом концерте, который устроил весной 1975 года звукорежиссёр ленинградского телевидения, знаток джаза Григорий Франк. По такому поводу Левенштейн пригласил подыграть группе пару знакомых профессиональных джазменов. На редких подпольных концертах группа выступала под своим настоящим названием. В ноябре 1975, покинув «Мифы», Сева покинул и Советский Союз. Ансамбль «Люди Левенштейна» прекратил своё существование.

## Джаз-рок
Следующим важным шагом в истории развития группы стало возвращение осенью того же года Юрия Ильченко, начавшего к тому времени играть на гитаре. Ильченко привнёс свежие идеи — придать звучанию джаз-роковый оттенок, введя в состав мощную медную духовую секцию, возглавляемую известными джазовыми тромбонистами Виктором Мусоровым и Валерием Завариным. Вернулся и Сергей Петров, сменивший Михаила Кордюкова, ушедшего в «Аквариум».
В апреле 1976 года Мифы представили новую программу на I Всесоюзном Фестивале Самодеятельности Трудящихся «Весенний Ключ» в ДК имени Газа, но не снискали успеха, что стало неожиданностью для музыкантов и усилило трения между участниками группы. Последовавшие гастроли в Москве также нельзя было назвать удачными.
Примерно в то же время в ленинградском ДК имени Крупской состоялся ещё один концерт «Мифов». Среди прочих он выделялся тем, что в нём дебютировала на ленинградской сцене приглашённая московская группа «Машина времени», лидер которой, Андрей Макаревич, оставил красноречивые воспоминания о сете «Мифов»:

Их я уже видел пару лет назад в Москве — не знаю каким ветром их туда занесло. Уже тогда в них всё было шикарно — мощный, какой-то фирменный вокал Юры Ильченко, издевательские тексты, тяжёлые аранжировки, волосы до плеч и драные джинсы — всё чуть-чуть свободнее, чем в Москве. А теперь они вышли на сцену с духовой секцией — трубой и саксофоном! Дудки победно сверкали. С первыми аккордами я понял, что нам конец — если два года назад они меня поразили, то теперешнюю мою реакцию не описать… В зале творилось невообразимое. Маргулис уже задвинул свою бас-гитару ногами куда-то под кресло и заявил, что если после «Мифов» я хочу видеть его на сцене, то, для начала, придётся его убить. Поздно! «Мифы» доиграли свой последний хит, пригласили на сцену «Машину времени», и их трубачи грянули какой-то бравурный марш. Не выйти было нельзя. Не помню, как мы с Серёжей выволокли Маргулиса за кулисы.
Несмотря на эффектность и масштабность композиций, усиленных духовыми инструментами, джаз-роковый стиль не прижился, и музыканты, «наигравшись» с ним, опять зашли в творческий тупик.
Через пару месяцев «Машина времени» снова посетила Ленинград, уже в статусе «звёзд» (предыдущий концерт несмотря на все страхи «машинистов» прошёл с большим успехом). После совместного с «Мифами» концерта в кафе «Кристалл» Андрей Макаревич сделал предложение Юрию Ильченко перейти к нему в группу, на что Юрий немедленно согласился и прямо из клуба отправился на вокзал. Эта история закончилась очередным роспуском группы.

## «Машина времени» и «Воскресение» Юрия Ильченко
Ильченко около восьми месяцев жил в квартире Макаревича, играл и пел в «Машине времени», гастролировал с ними, но не удержался в составе:

Моё сотрудничество с «Машиной» имело странный и приятный характер. Я играл с «Машиной» их песни, а «Машина» аккомпанировала мне в моих песнях, но, насколько я помню, их было очень немного, что совершенно справедливо, потому что «Машина» — это всё-таки группа Макара. <…> Два медведя в одной берлоге жить не могут. Расставание прошло с полным пониманием этого и без всяких глупостей.

В репертуар «Машины времени» прочно вошли несколько композиций «Мифов», в частности, песня «Шок» (С. Данилов — Г. Барихновский) позднее была издана на диске «Это было так давно».
В это время Данилов репетировал с джаз-роковой командой Две радуги, Петров пробовался у Юрия Морозова, а Барихновский с собственным составом подрабатывал в ленинградском кафе «Сюрприз», популярном у местных меломанов.
В начале 1977 года Ильченко, овеянный славой, вместе с остальными «машинистами» приехал в Ленинград. После концерта в ДК имени Свердлова Андрей Макаревич объявил «мифовцам»: «Возвращаю вам вашего Ильченку».
На волне обрушившейся на него популярности Юрий Ильченко сделал попытку организовать новую супергруппу с коллегами по «Мифам», назвав её «Воскресение» (не путать с московской группой «Воскресение»).
Состав группы «Воскресение» Юрия Ильченко:
Юрий Ильченко — гитара, вокал
Юрий Степанов — клавиши, вокал
Геннадий Барихновский — бас-гитара, вокал
Евгений Губерман — ударные
Владимир Болучевский — саксофон
Слава Панфилов — саксофон
+ духовая секция
Однако и этот коллектив продержался недолго, успев дать несколько шумных концертов и став жертвой разногласий участников, каждый из которых по своему видел в нём свою роль и имел свои представления о том, что группа должна делать. В том же году по обвинению в хранении и употреблении наркотиков в тюрьму угодил Данилов, и о каком-либо продолжении творческой деятельности без одного из основателей группы не могло быть и речи. «Мифы» снова разбрелись кто куда.
Неугомонный индивидуалист Ильченко в течение нескольких последующих лет успел поучаствовать во множестве самых разнообразных проектов, и оставить заметный след в истории рок-музыки. Так, в 1977 году он попробовал себя в качестве редактора и журналиста, приняв участие в создании первого в стране подпольного рок-журнала «Рокси», где появлялся не только в качестве автора статей, но и их персонажа.
Когда весной следующего года распалась «Машина времени», её участники Евгений Маргулис и Сергей Кавагоэ решили снова позвать Ильченко, сам Юрий увидел в этом шанс воскресить своё «Воскресение» и с радостью согласился, но затем из-за болезни не смог принять участие в проекте, уступив это название бывшим «машинистам». Так возникла знаменитая московская группа «Воскресение».
Окончательно убедившись в бесперспективности попыток реанимировать собственную группу, в 1978 году Юрий Ильченко записал в домашних условиях сольный акустический альбом «Дождь», имевший немалый успех в питерской музыкальной среде и вошедший в неофициальный хит-парад «Рокси». В сентябре того же года Юрий устроился в Ленконцерт, но карьера профессионала оказалась не для него, и через три месяца Ильченко снова оказался «свободным художником».
В конце 1979 года Юрий потряс общественность тем, что устроился в официозный поп-ансамбль «Земляне», заменив Игоря Романова, и даже снялся с «землянами» в видеоклипе «Карате», где предстал в чёрных очках и с наголо обритой головой. Злые языки говорили, что Андрей Макаревич адресовал знаменитую песню «Кого ты хотел удивить» именно бывшему коллеге по группе, на что лидер машинистов всегда отвечал, что герой песни — образ собирательный.
В «Землянах» Ильченко продержался около года, перейдя в «Интеграл».

## Запись магнитоальбома
Несмотря на то, что Данилов вышел из тюрьмы досрочно, перерыв в деятельности «Мифов» оказался продолжительным — до 1980 года. Годом раньше Андрей Тропилло организовал ставшую вскоре знаменитой подпольную студию звукозаписи «АнТроп» и, после годичных экспериментов с концертными записями и «самопальным» изданием классики западной рок-музыки, пришёл к мысли о необходимости начать полноценную студийную запись ленинградских рок-групп. Первые студийные эксперименты Тропилло проводил с клавишником «Мифов» Юрием Степановым и с Ольгой Першиной. Воссоединение «Мифов» в «золотом составе» — Данилов, Барихновский, Петров, Степанов — пришлось как нельзя кстати, и в 1980 году на только что открытой студии были записаны несколько песен Степанова. Эта запись стала первой серьёзной студийной работой Андрея Тропилло и получила название «Прощай, чёрная суббота».
Следующий 1981 год был богат на яркие события. «Мифы» выступили на церемонии открытия ленинградского рок-клуба, затем на фестивале в ДК «Невский», а главное — записали на «АнТропе» полноценный дебютный альбом «Дорога домой». Кроме Данилова и Барихновского в записи приняли участие: ударник Дмитрий Фогель и клавишник Дмитрий Калинин. В некоторых песнях спел Юрий Ильченко.

### Треклист оригинального магнитоальбома
| №   | Название                | Текст песни                                             | Музыка                  | Длительность |
| --- | ----------------------- | ------------------------------------------------------- | ----------------------- | ------------ |
| 1.  | «Песнь о дружбе»        | стих Симона Даха «Цена дружбы» (перевод — Лев Гинзбург) | Дмитрий Калинин         | 3:24         |
| 2.  | «Земляничные поляны»    | Сергей Данилов                                          | Сергей Данилов          | 5:32         |
| 3.  | «Одиночество»           | Сергей Данилов                                          | Сергей Данилов          | 3:23         |
| 4.  | «У камина»              | Сергей Данилов                                          | Геннадий Барихновский   | 2:55         |
| 5.  | «Не будь таким ленивым» | Сергей Данилов                                          | Сергей Данилов          | 2:44         |
| 6.  | «О спорте»              | Дмитрий Фогель                                          | Дмитрий Фогель          | 2:09         |
| 7.  | «Дорога домой»          | Сергей Данилов                                          | Сергей Данилов          | 3:43         |
| 8.  | «Блюз бродячих собак»   | Сергей Данилов                                          | Сергей Данилов          | 3:10         |
| 9.  | «Чёрная суббота»        | Сергей Данилов                                          | Оскар Стюарт Бландеймер | 3:01         |
| 10. | «Шок»                   | Сергей Данилов                                          | Геннадий Барихновский   | 2:39         |

В 1983 году «Мифы» и «Аквариум» поделили 2-е место на I Ленинградском рок-фестивале, пропустив вперёд лишь сенсационно «выстрелившую» «Мануфактуру». Группа также получила приз за антивоенную песню «Ответный удар». Затем последовал ещё один год выступлений всё в тех же условиях постоянной смены состава, и снова распад — в ноябре 1984 года — из-за ухода Данилова. Барихновский некоторое время поиграл с группой «Невский проспект», после чего также оставил рок-сцену. Около 2006 года возобновились выступления группы под руководством Геннадия Барихновского.

## Состав группы
Современный состав[когда?]:
- Геннадий Барихновский — вокал, гитара;
- Александр Соколов — гитара, вокал;
- Сергей Пугачёв — бас-гитара;
- Дмитрий Калинин — клавишные;
- Владимир Мануйлов — саксофон;
- Виктор Морозов — ударные.
- Алексей Репкин — соло-гитара.

Также в разное время с группой играли многие известные музыканты.
Список наиболее примечательных из них (участвовавших в других проектах):
- Всеволод (Сева) Левенштейн («Добры молодцы», «Icarus») — саксофон
- Михайл «Майкл» Кордюков — ударные («Аквариум», «Трилистник»)
- Михаил Владимиров — гитара («Азарт», Чиж & Co)
- Роман Капорин — саксофон («Дети»)
- Олег «Алик» Азаров — фортепиано («Россияне»)
- Александр Новиков — гитара («Лотос»)
- Дмитрий Маковиз — клавишные («Лотос»)
- Дмитрий Филиппов — ударные («Лотос»)
- Александр Соколов — гитара (РУССКИЙ МУЗЕЙ, МАНИЯ)
- Виктор Морозов — ударные (в действующем составе в настоящее время)
- Дмитрий Калинин — клавишные, вокал (в действующем составе, «Кронверк»; дебютировал в группе «Каждому своё»)
- Владимир Гаденов — бас (2006—2011 гг., группа Валерия Ющенко (ВИА «Синяя Птица»), «Cherry Wine»)
- Владимир Мануйлов — саксофон (в составе с 2006 года по настоящее время, военный оркестр)

## Дискография
Магнитоальбомы
- 1980 — «Прощай, чёрная суббота» (сольник Юрия Степанова с участием группы «Мифы»)
- 1981—1982 — «Дорога домой»
- 1986—1987 — «Мифология»
- 1989 — «Бей, колокол!»

Пластинки
- 1990 — «Бей, колокол!» (ВФГ Мелодия)
- 1988 — «Мэдисон-стрит» (ВФГ Мелодия)
- 1992 — «Вниз головой» (Cobweb Records)
- 2014 — «Что будет потом…» (Bomba-Piter inc.)

Компакт-диски
- 1994 — «Мифология» (NP-Records)
- 1994 — «Бей, колокол!» (NP-Records)
- 1994 — «Вниз головой» (NP-Records)
- 1994 — «Чёрная суббота» (Русская музыка, J.S.P.)
- 2010 — «Что будет потом…» (Bomba-Piter inc.)
- 2014 — «Дорога домой + Концерт на открытии ЛРК 07.03.1981» (Авторское издание)

Сборники с другими исполнителями. LP и CD
- 1990 — «6 ленинградский фестиваль рок-музыки» (ВТПО Фирма Мелодия)
- 1991 — «Однажды в Р-К» (МП Русский диск)
- 1994 — «Питерский рок-н-ролл. Выпуск 1» (Издательский дом Максим)
- 1995 — «Чума-дэнс» (Русская музыка, J.S.P.)
- 1995 — «Сборник питерских блюзов. Я родился здесь» (Compact Disc Ltd.)
- 1996 — «Дядя Миша In Rock» (DDT Records)
- 1996 — «Поколение рок-н-ролл» (Русская музыка, J.S.P.)
- 2001 — «Рок на костях 25+25» (АнТроп)
- 2002 — «Антропология» (АнТроп)